# Pasilobus kotigeharus
Pasilobus kotigeharus is een spinnensoort in de taxonomische indeling van de wielwebspinnen (Araneidae).
Het dier behoort tot het geslacht Pasilobus. De wetenschappelijke naam van de soort werd voor het eerst geldig gepubliceerd in 1963 door Benoy Krishna Tikader.